# 雷門泥棒
雷門泥棒（かみなりもんどろぼう）は、古典落語の演目の一つ。別題は『仁王』。

## あらすじ
「有名なお寺さんなら大金があるかな？」
そう考えた一人の賽銭泥棒が、闇夜に乗じて浅草寺に侵入。まんまと賽銭を盗み出すことに成功するが、何を如何間違ったか表門に出てきてしまった。
その様子を見ていた仁王さま。「わしが見ている前で泥棒とは！！」と激怒し、泥棒をつかみあげると空中に放り投げ、落ちてきたところを思いっきり踏みつけた。
たまらず泥棒がおならを一発ブッ！？
「く・・・曲ェ者（臭ぇ者）！！」
「～へ、仁王（臭う）かァ？」